# Servië op het Eurovisiesongfestival 2011

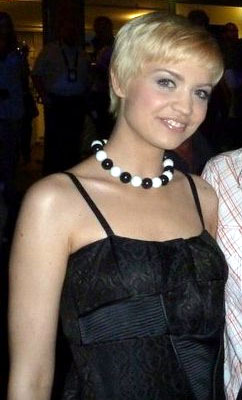
Nina voor haar deelname aan de eerste halve finale van het Eurovisiesongfestival 2011.

Servië nam deel aan het Eurovisiesongfestival 2011 in Düsseldorf, Duitsland. Het was de vijfde deelname van het land op het Eurovisiesongfestival. De RTS was verantwoordelijk voor de Servische bijdrage voor de editie van 2011.

## Selectieprocedure
De methode om de Servische inzending voor het Eurovisiesongfestival van 2011 te selecteren kende weinig veranderingen ten opzichte van 2010. In 2010 werd één componist aangewezen om drie nummers te componeren die door drie verschillende artiesten werden vertolkt. Nu werden Kornelije Kovač en zijn dochters Aleksandra en Kristina gevraagd elk een nummer te schrijven en een artiest te kiezen om het lied te vertolken. Kornelije Kovač vertegenwoordigde in 1974 het toenmalige Joegoslavië op het Eurovisiesongfestival met zijn band Korni.
De beslissing werd op 26 februari 2011 gemaakt in de show Pesma za Evropu. The Breeze trad aan met Ring ring ring van Kornelije Kovač en Nina Radojčić zong het door Kristina Kovač geschreven Čaroban. Aleksandra Kovač voerde haar lied Idemo dalje zelf uit. Door middel van televoting werd Nina met overmacht gekozen om Servië te gaan vertegenwoordigen op het songfestival in Düsseldorf.

### Uitslag
Pesma za Evropu - 26 februari 2011
| Plaats | Artiest          | Lied           | Stemmen |
| ------ | ---------------- | -------------- | ------- |
| 1      | Nina             | Čaroban        | 14.900  |
| 2      | Aleksandra Kovač | Idemo dalje    | 5994    |
| 3      | The Breeze       | Ring ring ring | 4049    |

## In Düsseldorf
Op het Eurovisiesongfestival in Düsseldorf trad Servië aan in de eerste halve finale. Servië was als zesde van negentien landen aan de beurt, na Turkije en voor Rusland. Bij het openen van de enveloppen bleek dat Nina zich had weten te plaatsen voor de finale. Later werd bekend dat ze in de halve finale op de achtste plaats was geëindigd met 67 punten. Van Kroatië en Zwitserland kreeg ze het maximum van 12 punten.
In de finale trad Nina als vierentwintigste van 25 landen aan, net na Oekraïne en voor Georgië. Aan het einde van de puntentelling stond Nina op een veertiende plaats met 85 punten.